# Herb powiatu skarżyskiego
Herb powiatu skarżyskiego – jeden z symboli powiatu skarżyskiego, autorstwa Jerzego Michty, ustanowiony 13 września 1999.

## Wygląd i symbolika
Herb przedstawia na tarczy dzielonej w słup w polu lewym błękitnym krzyż patriarchalny złoty, natomiast w polu prawym czerwonym srebrną rogacinę rozwidloną ku dołowi w wąs. Krzyż patriarchalny (karawaka) symbolizuje przynależność powiatu do województwa świętokrzyskiego, natomiast rogacina pochodzi z herbu Odrowąż i nawiązuje do związków północnej części powiatu z Szydłowcem, którego historycznymi twórcami byli Odrowążowie.